# Buffalo (zespół muzyczny)
Buffalo – australijska grupa muzyczna uważana za jednego z prekursorów heavy metalu, powstała w Sydney w 1971 roku. Zespół grał muzykę heavymetalową z wpływami gatunków takich jak hard rock czy też rock psychodeliczny.

## Dyskografia

### Albumy studyjne
- Dead Forever... (1972)
- Volcanic Rock (1973)
- Buffalo (EP) (1974)
- Only Want You For Your Body (1974)
- Mother's Choice (1976)
- Average Rock 'n' Roller (1977)

### Kompilacje
- Rock Legends: Buffalo (1980)
- Skirt Lifters: Highlights & Oversights 1972-1976 (1989)